# Magdalena Tjernberg
Magdalena Tjernberg, född 3 juni 1970 i Göteborg, är en svensk före detta parasportare som tävlade i simning. Hennes tvillingsyster, Gabriella Tjernberg, var också en parasportare.
Vid Paralympiska sommarspelen 1984 i New York tog Tjernberg fem guld och två silver. Vid EM i Rom 1985 tog hon fem guld. Vid VM i Göteborg 1986 tog Tjernberg nio guld, ett silver och två brons. Hon utsågs 1986 till Årets idrottskvinna. Samma år slutade hon på tredje plats i Jerringpriset, endast slagen av Tomas Johansson och Gunde Svan.
Vid Paralympiska sommarspelen 1988 i Seoul tog Tjernberg sex guld och två silver. 1988 slutade hon på andra plats i omröstningen till Jerringpriset; tvåa bakom OS-guldmedaljören i skridsko, Tomas Gustafson.